# Brycinus carmesinus
Brycinus carmesinus är en fiskart som först beskrevs av Nichols och Griscom, 1917.  Brycinus carmesinus ingår i släktet Brycinus och familjen Alestidae. IUCN kategoriserar arten globalt som otillräckligt studerad. Inga underarter finns listade.